# Кастельбі-да-Рузанас
Кастельбі́-да-Руза́нас (кат. Castellví de Rosanes, вимова літературною каталанською [kəste(ə)ʎ'βi də ru'zanəs]) - муніципалітет, розташований в Автономній області Каталонія, в Іспанії. Код муніципалітету за номенклатурою Інституту статистики Каталонії - 80667. Знаходиться у районі (кумарці) Баш-Любрагат (коди району - 11 та BT) провінції Барселона, згідно з новою адміністративною реформою перебуватиме у складі баґарії (округи) Барселона. 

## Назва муніципалітету
Назва муніципалітету походить від лат. castĕllu vĕtŭlu - "старий замок". У середньовіччі фіксувалися форми Castelluill та Castellvíy. Походження слова Rosanes невідоме, у середні віки фіксувалася форма Rodanas.

## Населення
Населення міста (у 2007 р.) становить 1.576 осіб (з них менше 14 років - 19,3%, від 15 до 64 - 68,9%, понад 65 років - 11,8%). У 2006 р. народжуваність склала 16 осіб, смертність - 4 особи, зареєстровано 5 шлюбів. У 2001 р. активне населення становило 627 осіб, з них безробітних - 45 осіб.

Серед осіб, які проживали на території міста у 2001 р., 850 народилися в Каталонії (з них 305 осіб у тому самому районі, або кумарці), 301 особа приїхала з інших областей Іспанії, а 44 особи приїхали з-за кордону. 

Вищу освіту має 14,8% усього населення. 

У 2001 р. нараховувалося 407 домогосподарств (з них 14,5% складалися з однієї особи, 25,1% з двох осіб,24,3% з 3 осіб, 28,3% з 4 осіб, 6,4% з 5 осіб, 1% з 6 осіб, 0,2% з 7 осіб, 0,2% з 8 осіб і 0% з 9 і більше осіб).

Активне населення міста у 2001 р. працювало у таких сферах діяльності : у сільському господарстві - 2,6%, у промисловості - 30,2%, на будівництві - 7% і у сфері обслуговування - 60,1%. 

 У муніципалітеті або у власному районі (кумарці) працює 725 осіб, поза районом - 471 особа.

### Безробіття
У 2007 р. нараховувалося 39 безробітних (у 2006 р. - 53 безробітних), з них чоловіки становили 41%, а жінки - 59%.

## Економіка

### Підприємства міста

#### Промислові підприємства
| \| Промислові підприємства міста, за сферою діяльності \| Промислові підприємства міста, за сферою діяльності \| Промислові підприємства міста, за сферою діяльності \| \| Рік \| 2002 р. \| 2001 р. \| \| --------------------------------------------------- \| --------------------------------------------------- \| --------------------------------------------------- \| \| Енергетичні та водні ресурси \| 4,5% \| 4,8% \| \| Хімія та метали \| 18,2% \| 21,4% \| \| Переробка металів \| 27,3% \| 21,4% \| \| Продукти харчування \| 4,5% \| 4,8% \| \| Текстиль \| 6,8% \| 9,5% \| \| Виробництво меблів, видання \| 22,7% \| 23,8% \| \| Інше \| 15,9% \| 14,3% \| \| Усього підприємств \| 44 \| 42 \| |         |         |
| Промислові підприємства міста, за сферою діяльності |         |         |
| Рік | 2002 р. | 2001 р. |
| Енергетичні та водні ресурси | 4,5%    | 4,8%    |
| Хімія та метали | 18,2%   | 21,4%   |
| Переробка металів | 27,3%   | 21,4%   |
| Продукти харчування | 4,5%    | 4,8%    |
| Текстиль | 6,8%    | 9,5%    |
| Виробництво меблів, видання | 22,7%   | 23,8%   |
| Інше | 15,9%   | 14,3%   |
| Усього підприємств | 44      | 42      |

#### Роздрібна торгівля
| \| Підприємства роздрібної торгівлі міста, за сферою діяльності \| Підприємства роздрібної торгівлі міста, за сферою діяльності \| Підприємства роздрібної торгівлі міста, за сферою діяльності \| \| Рік \| 2002 р. \| 2001 р. \| \| ------------------------------------------------------------ \| ------------------------------------------------------------ \| ------------------------------------------------------------ \| \| Продукти харчування \| 30% \| 30% \| \| Одяг та взуття \| 10% \| 10% \| \| Товари для дому \| 10% \| 10% \| \| Книги та періодичні видання \| 10% \| 10% \| \| Промислова хімічна продукція \| 10% \| 10% \| \| Продукція, пов'язана з транспортними засобами \| 0% \| 0% \| \| Інше \| 30% \| 30% \| \| Усього підприємств \| 10 \| 10 \| |         |         |
| Підприємства роздрібної торгівлі міста, за сферою діяльності |         |         |
| Рік | 2002 р. | 2001 р. |
| Продукти харчування | 30%     | 30%     |
| Одяг та взуття | 10%     | 10%     |
| Товари для дому | 10%     | 10%     |
| Книги та періодичні видання | 10%     | 10%     |
| Промислова хімічна продукція | 10%     | 10%     |
| Продукція, пов'язана з транспортними засобами | 0%      | 0%      |
| Інше | 30%     | 30%     |
| Усього підприємств | 10      | 10      |

#### Сфера послуг
| \| Підприємства міста, що працюють у сфері послуг, за діяльністю \| Підприємства міста, що працюють у сфері послуг, за діяльністю \| Підприємства міста, що працюють у сфері послуг, за діяльністю \| \| Рік \| 2002 р. \| 2001 р. \| \| ------------------------------------------------------------- \| ------------------------------------------------------------- \| ------------------------------------------------------------- \| \| Гуртова торгівля \| 32,1% \| 28,8% \| \| Готелі та готельний бізнес \| 9,4% \| 9,6% \| \| Транспорт та зв'язок \| 17% \| 17,3% \| \| Посередницькі фінансові послуги \| 0% \| 0% \| \| Послуги підприємствам \| 3,8% \| 3,8% \| \| Послуги фізичним особам \| 13,2% \| 15,4% \| \| Нерухомість та ін. \| 24,5% \| 25% \| \| Усього підприємств \| 53 \| 52 \| |         |         |
| Підприємства міста, що працюють у сфері послуг, за діяльністю |         |         |
| Рік | 2002 р. | 2001 р. |
| Гуртова торгівля | 32,1%   | 28,8%   |
| Готелі та готельний бізнес | 9,4%    | 9,6%    |
| Транспорт та зв'язок | 17%     | 17,3%   |
| Посередницькі фінансові послуги | 0%      | 0%      |
| Послуги підприємствам | 3,8%    | 3,8%    |
| Послуги фізичним особам | 13,2%   | 15,4%   |
| Нерухомість та ін. | 24,5%   | 25%     |
| Усього підприємств | 53      | 52      |

## Житловий фонд
У 2001 р. 2,2% усіх родин (домогосподарств) мали житло метражем до 59 м2, 14% - від 60 до 89 м2, 34,4% - від 90 до 119 м2 і
49,4% - понад 120 м2.

З усіх будівель у 2001 р. 28,9% було одноповерховими, 62,1% - двоповерховими, 8,5
% - триповерховими, 0,5% - чотириповерховими, 0% - п'ятиповерховими, 0% - шестиповерховими,
0% - семиповерховими, 0% - з вісьмома та більше поверхами.

## Автопарк
| \| Автомобілі, зареєстровані у місті, за призначенням \| Автомобілі, зареєстровані у місті, за призначенням \| Автомобілі, зареєстровані у місті, за призначенням \| \| Рік \| 2006 р. \| 2005 р. \| \| -------------------------------------------------- \| -------------------------------------------------- \| -------------------------------------------------- \| \| Приватні автомобілі \| 64,5% \| 64,8% \| \| Мотоцикли \| 11,2% \| 11,2% \| \| Вантажівки \| 19,5% \| 19,5% \| \| Трактори \| 1,5% \| 1,4% \| \| Автобуси та ін. \| 3,3% \| 3% \| \| Усього автомобілів \| 1.373 шт. \| 1.311 шт. \| |           |           |
| Автомобілі, зареєстровані у місті, за призначенням |           |           |
| Рік | 2006 р.   | 2005 р.   |
| Приватні автомобілі | 64,5%     | 64,8%     |
| Мотоцикли | 11,2%     | 11,2%     |
| Вантажівки | 19,5%     | 19,5%     |
| Трактори | 1,5%      | 1,4%      |
| Автобуси та ін. | 3,3%      | 3%        |
| Усього автомобілів | 1.373 шт. | 1.311 шт. |

## Вживання каталанської мови
У 2001 р. каталанську мову у місті розуміли 96,9% усього населення (у 1996 р. - 96,1%), вміли говорити нею 81,2% (у 1996 р. - 
81,2%), вміли читати 82,3% (у 1996 р. - 76,7%), вміли писати 56,9
% (у 1996 р. - 49,4%). Не розуміли каталанської мови 3,1%.

## Політичні уподобання
У виборах до Парламенту Каталонії у 2006 р. взяло участь 765 осіб (у 2003 р. - 688 осіб). Голоси за політичні сили розподілилися таким чином:
| \| Вибори до Парламенту Каталонії \| Вибори до Парламенту Каталонії \| Вибори до Парламенту Каталонії \| \| Рік \| 2006 р. \| 2003 р. \| \| -------------------------------------- \| ------------------------------ \| ------------------------------ \| \| Конвергенція та Єднання (CiU) \| 29% \| 27,8% \| \| Соціалістична партія Каталонії (PSC) \| 26,9% \| 29,2% \| \| Народна партія (PP) \| 10,5% \| 13,4% \| \| Ініціатива за Каталонію — Зелені (ICV) \| 9% \| 6,5% \| \| Республіканська лівиця Каталонії (ERC) \| 17,6% \| 21,5% \| \| Громадяни — Громадянська партія (C's) \| 3,3% \| 0% \| \| Інші \| 3,7% \| 1,6% \| |         |         |
| Вибори до Парламенту Каталонії |         |         |
| Рік | 2006 р. | 2003 р. |
| Конвергенція та Єднання (CiU) | 29%     | 27,8%   |
| Соціалістична партія Каталонії (PSC) | 26,9%   | 29,2%   |
| Народна партія (PP) | 10,5%   | 13,4%   |
| Ініціатива за Каталонію — Зелені (ICV) | 9%      | 6,5%    |
| Республіканська лівиця Каталонії (ERC) | 17,6%   | 21,5%   |
| Громадяни — Громадянська партія (C's) | 3,3%    | 0%      |
| Інші | 3,7%    | 1,6%    |

У муніципальних виборах у 2007 р. взяло участь 863 особи (у 2003 р. - 803 особи). Голоси за політичні сили розподілилися таким чином:
| \| Муніципальні вибори \| Муніципальні вибори \| Муніципальні вибори \| \| Рік \| 2007 р. \| 2003 р. \| \| -------------------------------------- \| ------------------- \| ------------------- \| \| Конвергенція та Єднання (CiU) \| 18,2% \| 5,2% \| \| Соціалістична партія Каталонії (PSC) \| 49% \| 62,8% \| \| Народна партія (PP) \| 1% \| 1,9% \| \| Ініціатива за Каталонію — Зелені (ICV) \| 21,1% \| 21,4% \| \| Республіканська лівиця Каталонії (ERC) \| 0% \| 0% \| \| Громадяни — Громадянська партія (C's) \| 0% \| 0% \| \| Інші \| 10,7% \| 8,7% \| |         |         |
| Муніципальні вибори |         |         |
| Рік | 2007 р. | 2003 р. |
| Конвергенція та Єднання (CiU) | 18,2%   | 5,2%    |
| Соціалістична партія Каталонії (PSC) | 49%     | 62,8%   |
| Народна партія (PP) | 1%      | 1,9%    |
| Ініціатива за Каталонію — Зелені (ICV) | 21,1%   | 21,4%   |
| Республіканська лівиця Каталонії (ERC) | 0%      | 0%      |
| Громадяни — Громадянська партія (C's) | 0%      | 0%      |
| Інші | 10,7%   | 8,7%    |